# Carmentina
Carmentina is een geslacht van vlinders van de familie parelmotten (Glyphipterigidae), uit de onderfamilie Tortricinae.

## Soorten
- C. chrysosema (Meyrick, 1933)
- C. iridesma Meyrick, 1930
- C. molybdotoma (Diakonoff & Arita, 1979)
- C. perculta (Diakonoff, 1979)
- C. polychrysa (Meyrick, 1934)
- C. taiwanensis Arita & Heppner, 1992